# Gladbach (Eifel)
Gladbach település Németországban, Rajna-vidék-Pfalz tartományban. Lakosainak száma 347 fő (2023. december 31.).

## Népesség
A település népességének változása:
| Lakosok száma | 431  | 346  | 357  | 336  | 350  | 347  |
|               | 1975 | 2017 | 2019 | 2021 | 2022 | 2023 |